# Mifi-Sud
La Mifi-Sud est une rivière au Cameroun, affluent de la rive droite du Noun, dans le bassin versant de la Sanaga. Il constitue - dans la Région de l'Ouest - une limite naturelle entre le département des Bamboutos au nord et le département de la Mifi au sud.

## Géographie
La rivière est issue de la confluence de Mghwa et du Nguem-Djinko  au sud de Bandjoun, elle coule du Sud vers le Nord. Elle longe puis est traversée par le route nationale 6 (axe Bafoussam-Mbouda) au nord de Bamougoum. Elle reçoit en rive gauche à l'ouest de Bafoussam III, la rivière Métché qui draine Penka-Michel, puis décrit un vaste arc de cercle entre le plateau basaltique et le massif gneissique de Baleng-Bapi. Elle se jette dans le Noun au nord-est de la commune de Bafoussam II. Son cours est coupé par plusieurs chutes sur les gneiss.

## Affluents
- La Métché, rive gauche